# Régions du Queensland

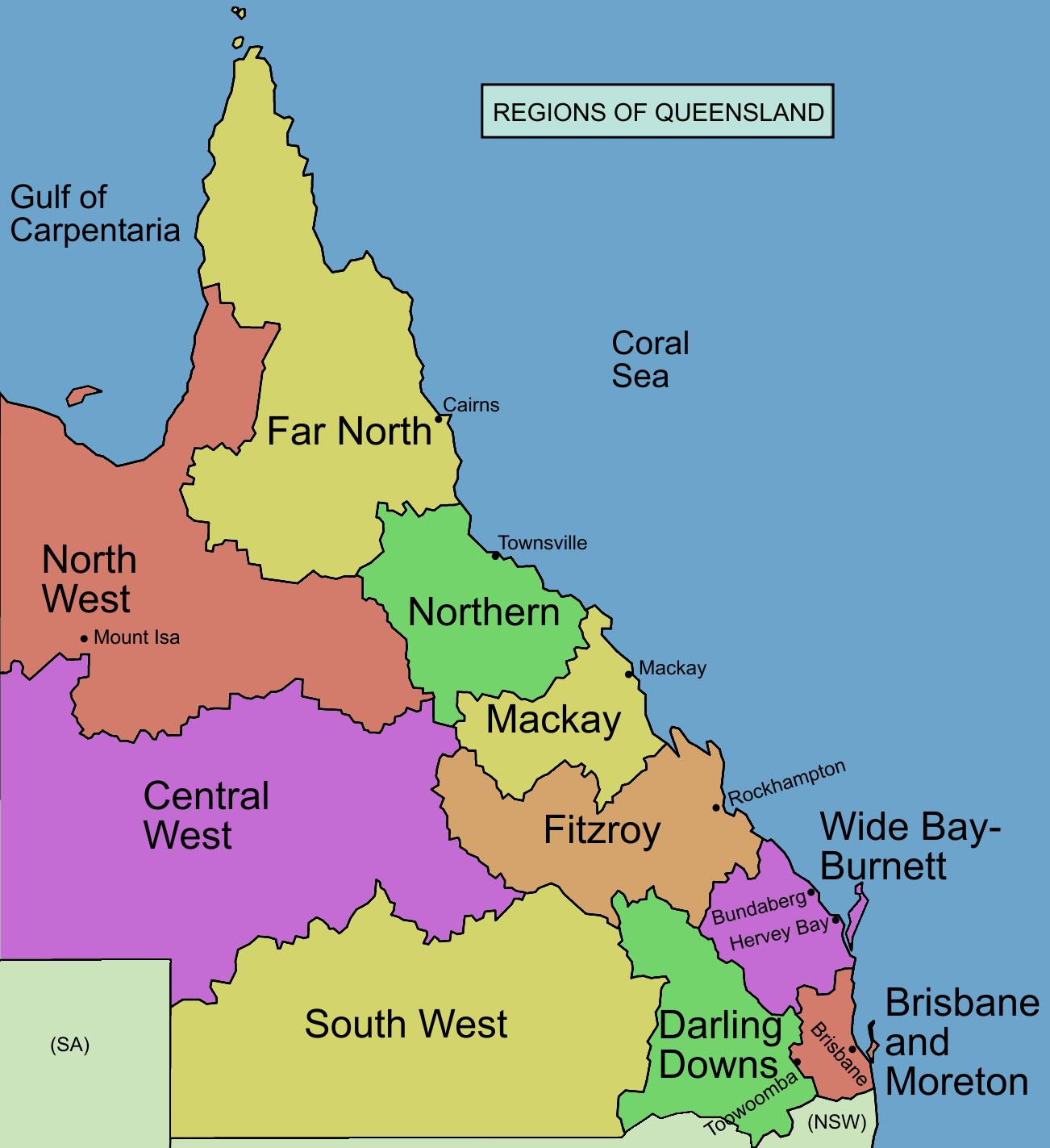
Carte des régions du Queensland en 2006

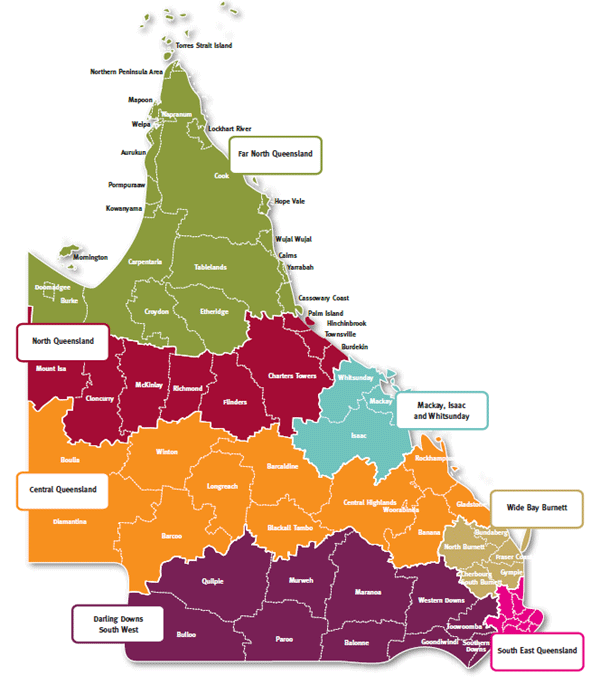
Carte des régions du Queensland en 2015

Les régions du Queensland sont des zones géographiques de l'état australien du Queensland. Ce ne sont pas des collectivités territoriales. En raison de la grande taille et l'éparpillement de sa population, le Queensland est souvent divisé en régions à des fins statistiques et/ou administratives. Ces régions se distinguent par leur économie, leur population, leur climat, leur géographie, leur flore et leur faune. Il n'y a pas de régions officielles au Queensland et les découpages utilisés diffèrent quelque peu selon les agences gouvernementales ou les organismes.
Pour compliquer le problème le gouvernement du Queensland a regroupé un certain nombre de zones d'administration locale (anciens comtés le plus souvent) et leur a donné le nom de région. Ainsi les zones d'administration locale de la ville de Cairns et du comté de Douglas ont fusionné pour former le conseil régional de Cairns (Cairns Regional Council).
En 2022, le service des recherches économiques et statistiques du Queensland (Queensland government Office of Economic and Statistical Research) découpait ainsi l'État en dix régions :
- Centre du Queensland (Queensland Central et Queensland du Centre-Ouest)
- Darling Downs - Sud-Ouest (Darling Downs et Queensland du Sud-Ouest)
- Extrême nord du Queensland
- Région du grand Whitsunday (Régions de Mackay, Isaac et Whitsunday)
- Queensland septentrional
- Queensland du Nord-Ouest
- Queensland du Sud-Est
  - Queensland du Sud-Est Nord
  - Queensland du Sud-Est Sud
  - Queensland du Sud-Est Ouest
- Wide Bay-Burnett (avec les régions de Bundaberg, Burnett Sud, Burnett Nord Côte Fraser, et Gympie).

Une nomenclature plus réduite est également utilisée :
- Queensland Central
- Queensland du Centre-Ouest
- Darling Downs
- Extrême nord du Queensland
- Queensland septentrional
- Queensland du Sud-Est
- Queensland du Sud-Ouest
- Wide Bay-Burnett